# Roque Palmero
El Roque Palmero es una formación volcánica situada en la isla canaria de La Palma (España). El Roque Palmero cierra la Caldera de Taburiente por su zona norte.
Alcanza una altitud de 2306 m s. n. m.

## Acceso
- GR-131, un sendero de Gran Recorrido[2]